# 负偏置温度不稳定性
负偏置温度不稳定性（英語：Negative-bias temperature instability, NBTI）是影响金屬氧化物半導體場效電晶體可靠性的一个重要问题，它主要表现为阈值电压的偏移。也被列入半導體元件中，可靠度分析的重要指標。NBTI 效應是CMOS電路中PMOS在Gate給相對負偏壓作用下出現的一種退化現象。包含了(IG變大，Vth向負向移動swing變差，電導(Gm)和漏電(Id)變小。而隨著元件尺寸的變小，NBTI所帶來元件特性的漂移會造成產品失效。甚至在電路表現中，PMOS所帶來NBTI的效應會比NMOS HCI熱載子注入失效還要嚴重，影響電路的壽命。
- NBTI的原理

半導體元件中，Si和SiO2的介面鍵結強度是造成NBTI好壞的主因，而Si-H鍵的不穩定，在元件操作中無論在高溫或是高電流密度下造成Si-H鍵結的斷裂，使的H元素游離，進而造成閘級電壓的漂移。NBTI效應的產生過程主要涉及正电荷的產生和钝化，即介面的陷阱電荷(dangling bond)和氧化層固定正電荷(fixed charge in oxide layer)的產生以及過產生以及擴散物質過程 (氫氣和水汽是引起NBTI的兩種主要物質)
- NBTI效應的影響